# Adenia glauca
Adenia glauca là một loài thực vật có hoa trong họ Lạc tiên. Loài này được Schinz mô tả khoa học đầu tiên năm 1892.